# Pupisoma orcula
Pupisoma orcula es una especie de molusco gasterópodo de la familia Vertiginidae en el orden Stylommatophora.

## Distribución geográfica
Es  endémica de Micronesia.

## Hábitat
Su hábitat natural son: bosques templados y matorrales  áridos de Clima tropical  o subtropical.

## Estado de conservación
Se encuentra amenazada de extinción por la pérdida de su hábitat natural.